# Stolzenburg (Schönwalde)

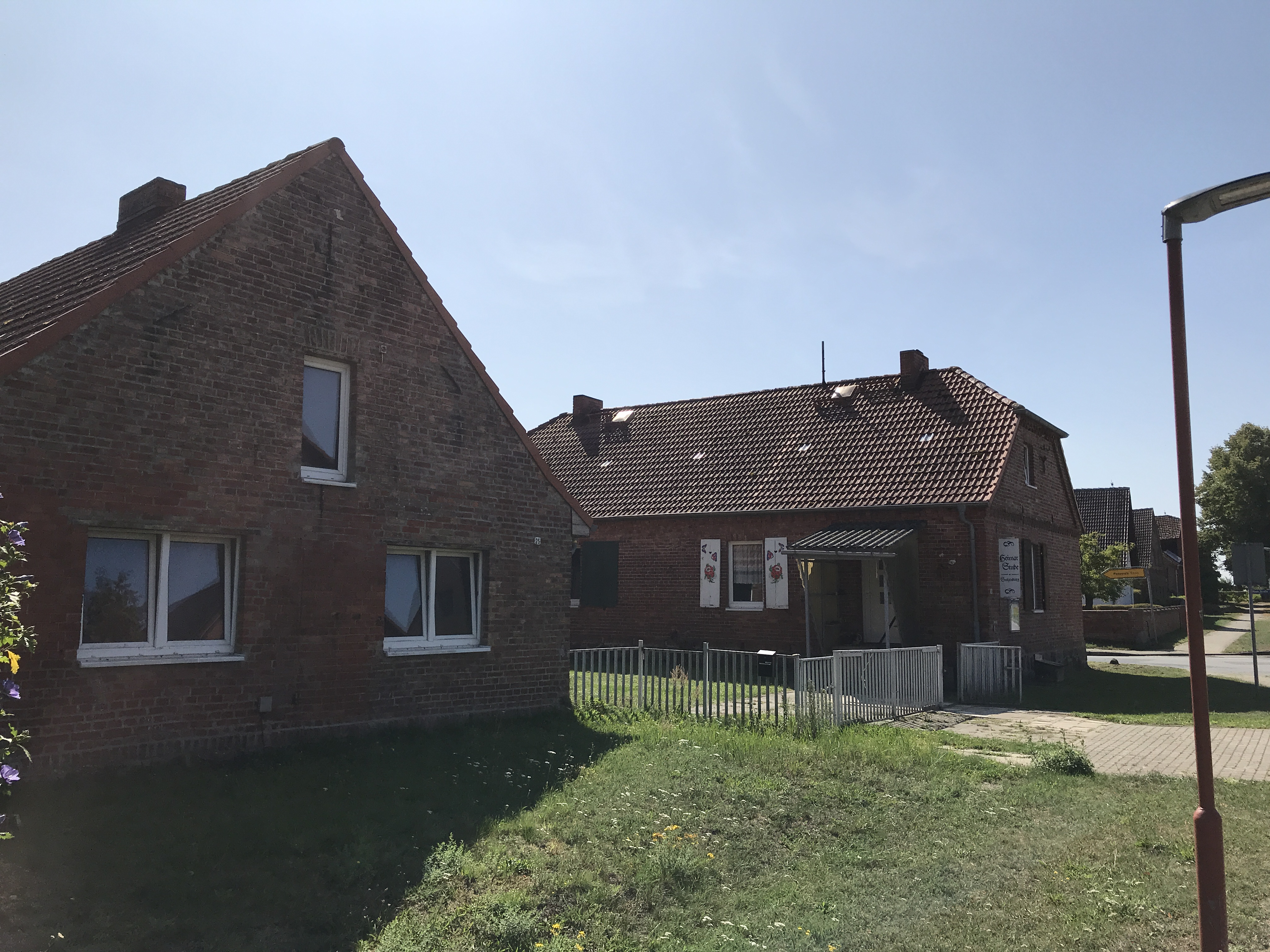
Heimatstube

Stolzenburg ist ein Ortsteil der Gemeinde Schönwalde im Landkreis Vorpommern-Greifswald im Osten Mecklenburg-Vorpommerns (Deutschland). Die Gemeinde wird vom Amt Uecker-Randow-Tal mit Sitz in der Stadt Pasewalk verwaltet.

Stolzenburg zwischen 1880 und 1920

## Geografie

### Geografische Lage
Stolzenburg liegt 4 Kilometer westlich der Stadt Pasewalk, 41 Kilometer südöstlich von Anklam und 26 Kilometer südwestlich von Ueckermünde. Der Ort liegt auf einer hügeligen Hochfläche mit 40 bis 50 m über HNH, die nach Osten zum Ueckertal hin bis auf wenige Meter Höhe abfällt. Das Gebiet ist vorwiegend land- und forstwirtschaftlich geprägt.

### Geologie
Die Gegend ist von mehreren bahndammartigen Osern durchzogen, die aus der letzten Eiszeit stammen. In den Bach- und Flusstälern waren oftmals Torfkuhlen für die Brennstoffgewinnung. Durch die Oser wurden an vielen Stellen Kies- oder Sandgruben aufgeschlossen, später wurden diese Oser unter Naturschutz als Geotope gestellt und der Abbau eingestellt und die Flächen möglichst renaturiert.

## Geschichte und Etymologie
Namengebend (die Stolze Burg) für den Ort war der von weitem sichtbare, hohe slawische Burgwall, genannt „Schlossberg Stolzenburg“, der aber stark landwirtschaftlich beschädigt ist. Die Burg lag einst auf einer Insel. Das Burgplateau liegt 7 bis 9 m höher als die Umgebung. In slawischer Zeit war die Burg Sitz eines ukranischen Adligen. Am nördlichen Fuße der Burg bestand eine Vorburgsiedlung. Bislang wurden keine archäologischen Grabungen ausgeführt, es gibt aber oberflächlich alt-, mittel- und jungslawische Keramikfunde, sodass die Anlage von 600 bis 1200 datiert werden kann.
Neben der Burg ist ein bronzezeitlicher (1800 bis 600 vdZ) Schalenstein (Kultstein) als Bodendenkmal vorhanden. Nordöstlich befindet sich ein frühdeutscher (1230 bis 1400) Turmhügel mit einem Umfang von 55 Metern. Das Bodendenkmal weist Funde von Feldsteinfundamenten sowie von Lehmziegeln im Klosterformat auf.
Erstmals urkundlich erwähnt wurde Stolzenburg als „Stoltenborch castris“ (also Burg Stolzenburg) bei der Teilung Pommerns zwischen den Herzögen Bogislaw IV. und Otto I. am 12. Juli 1295.
Nur als Ort wurde Stolzenburg am 11. November 1314 urkundlich genannt, als Johann und Konrad von Raven bekunden, dass sie an den Pfarrer von Papenburg Einkünfte aus 3 Hufen mit zwei Kossäten in „Stoltenborch“ (Stolzenburg) verkauft haben. 1579 wurde die Feldsteinkirche von Stolzenburg erbaut. Damit wurde der Ort Kirchdorf und war auch als Bauerndorf ausgewiesen. Überliefert ist, dass seit 1669 ein ortsansässiger Halbbauer bereits Eigentümer dieses Hofes war. Die schwedischen Matrikelkarten von 1696 zeigen den Ort als von Süd nach Nord gestrecktes Straßendorf mit 13 Gebäuden, darunter die Kirche. Ein Krughof wurde bereits 1755 als Erbpacht registriert. Die 14 Voll- oder Ganzbauern erhielten die Erbpacht erst 1803, alle Höfe wurden dann 1836 als freies Eigentum gewandelt. Im preußischen Urmesstischblatt (PUM) von 1835 zeigt sich Stolzenburg als geschlossenes Straßendorf mit der Doppelreihe der Bauerngehöfte und der dazwischen angeordneten Katen. 1862 bestand das Dorf aus einer Doppelreihe von Massivhäusern. Darunter waren: Ein Küster- und Schulhaus, ein Armenhaus, ein Schäferhaus und 17 Landarbeiterkaten. An Wirtschaften waren registriert: 14 Ganzbauernhöfe, ein Halbbauernhof, ein Krughof mit angeschlossener Schmiede, 5 Büdner und 5 Halbbüdner sowie eine Holländerwindmühle. Insgesamt waren es 97 Wohn- und Wirtschaftsgebäude. Der Ort hatte 303 Einwohner in 66 Familien. 1871 hatte Stolzenburg 35 Wohnhäuser mit 52 Haushaltungen und 233 Einwohner, 1867 waren es noch 297. Alle waren Mitglied der evangelischen Konfession. Die Messtischblätter (MTB) von 1880 und 1920 zeigen einige Bauernhöfe kompakter ausgebaut, aber sonst die Dorfstruktur unverändert. Das Güterverzeichnis von 1905 registriert 27 Wohngebäude mit 36 Haushaltungen sowie 178 Einwohner. 1914 waren nur noch 7 Bauern (Gaude, Jürgens, F. Laß, J. Laß, W. Laß, Schrötter und Tegge) gemeldet.
Nach dem Ende des Zweiten Weltkrieges blieb die Struktur des Dorfes bestehen, nach 1960 entstand nördlich ein relativ kleiner LPG-Komplex.

## Kultur und Sehenswürdigkeiten

### Bauwerke

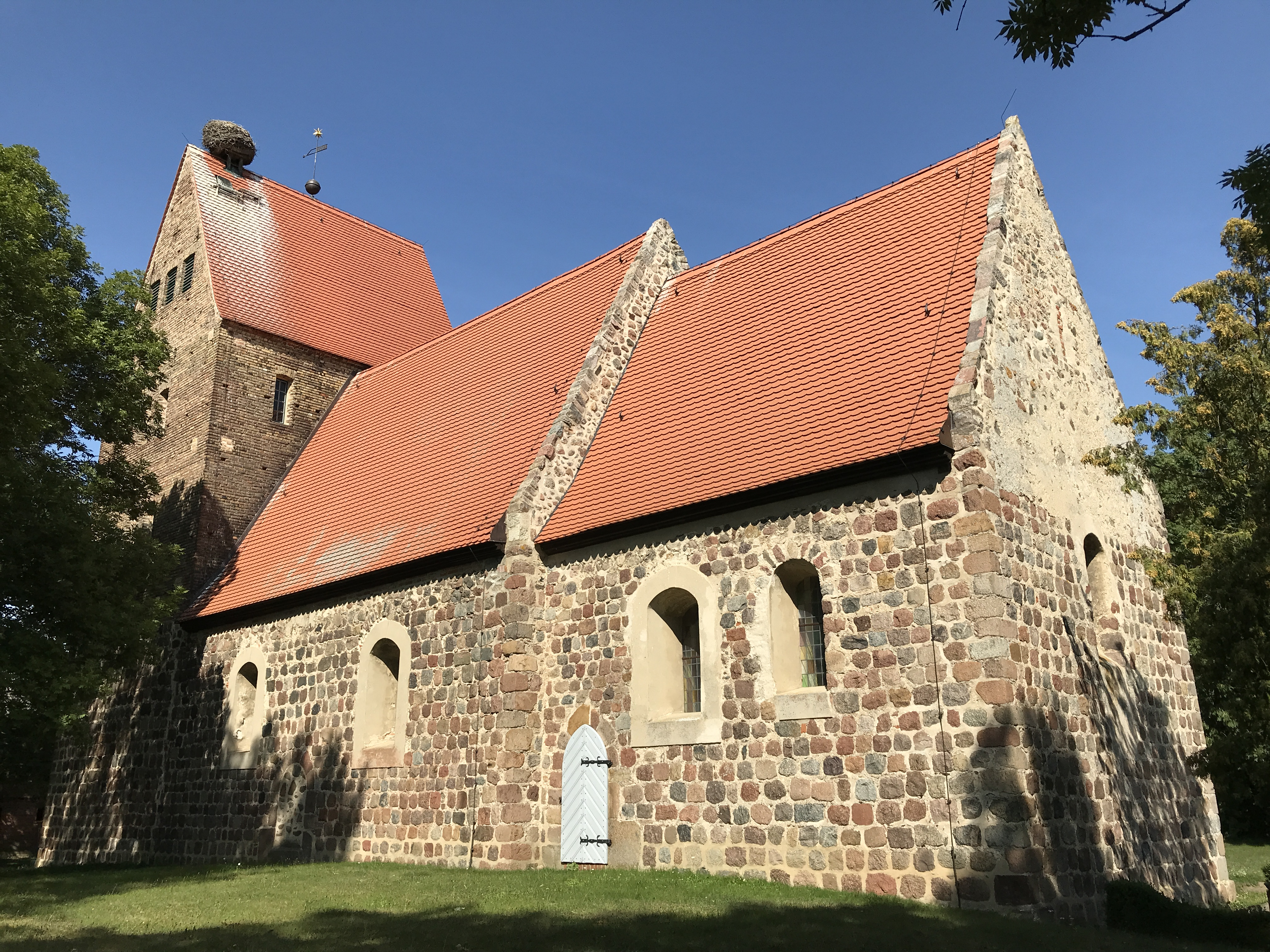
Kirche Stolzenburg

- Die Kirche Stolzenburg ist eine Feldsteinkirche aus dem Ende des 13. Jahrhunderts. Im Innern steht unter anderem ein Altarretabel aus der ersten Hälfte des 18. Jahrhunderts.
- Bauernhöfe und Wirtschaftsgebäude
- Bodendenkmal Burgwall Schlossberg Stolzenburg
- Bodendenkmal bronzezeitlicher Schälchenstein
- Bodendenkmal frühdeutscher Turmhügel Stolzenburg

### Grünflächen und Naherholung
- Oser von Sandkrug über Schönwalde bis Stolzenburg 4,2 km lang
- Oser westlich und östlich von Stolzenburg ca. ja 1 bis 1,5 km lang

## Wirtschaft und Infrastruktur

### Verkehr
Südwestlich des Ortes verläuft die A 20. Östlich des Ortes verläuft die Bundesstraße 109 und weiter östlich seit 1863 die Bahnstrecke Greifswald–Stralsund. Seit 1884 führte nördlich die Bahnlinie Neubrandenburg – Stettin vorbei.
Über die nahe Stadt Pasewalk bestehen Bahn- und Straßen- sowie Autobahnanschlüsse in alle Richtungen. Der Flugplatz Pasewalk befindet sich in der Nähe des Ortsteils Stolzenburg, in Franzfelde.